# Longqiao (köpinghuvudort i Kina, Hainan Sheng, lat 19,91, long 110,36)
Longqiao är en köpinghuvudort i Kina. Den ligger i provinsen Hainan, i den södra delen av landet, omkring 14 kilometer söder om provinshuvudstaden Haikou. Antalet invånare är 15 856. Befolkningen består av 7 628 kvinnor och 8 228 män. Barn under 15 år utgör 23,0 %, vuxna 15-64 år 65 %, och äldre över 65 år 11,0 %.
Runt Longqiao är det tätbefolkat, med 343 invånare per kvadratkilometer. Närmaste större samhälle är Haikou, 14,7 km norr om Longqiao. I omgivningarna runt Longqiao växer huvudsakligen savannskog.
Genomsnittlig årsnederbörd är 2 382 millimeter. Den regnigaste månaden är juli, med i genomsnitt 350 mm nederbörd, och den torraste är januari, med 21 mm nederbörd.